# Hípana

Mapa con la situación de algunas de las ciudades de la antigua Élide. Hípana se ubicaba al sur.

Hípana (en griego, Ὕπανα) es el nombre de una antigua ciudad griega de Élide.
Estrabón dice que fue incorporada a la ciudad de Elis y la ubica en la región de Trifilia, cerca de otra población llamada Tipaneas y cerca de los ríos Dalión y Aqueronte, afluentes del Alfeo.
Se localiza cerca de una localidad denominada actualmente Gryllos, que antes se llamaba Mundritza pero también se ha sugerido que podría haber estado ubicada en el lugar donde hay unos restos situados en una colina a 5 km de la localidad moderna de Platiana, aunque esta última ubicación podría haber sido también la de la antigua Tipaneas.